# Sádek (Příbrami járás)
Sádek település Csehországban, a Příbrami járásban. Sádek Lhota u Příbramě, Bratkovice és Drahlín településekkel határos. Lakosainak száma 229 fő (2024. január 1.).

## Népesség
A település lakosságának változását az alábbi diagram mutatja:
| Lakosok száma | 315  | 426  | 381  | 267  | 189  | 227  | 220  | 223  | 227  | 229  |
|               | 1869 | 1890 | 1921 | 1950 | 1980 | 2001 | 2017 | 2019 | 2022 | 2024 |